# Samuel Élisée von Bridel
Samuel Élisée von Bridel-Brideri (* Crassier, 28 de noviembre de 1762 - Gotha, 7 de enero de 1828) fue un botánico, poeta, y bibliotecario suizo, y uno de los briólogos más importantes de su tiempo.

## Biografía
Nace en Crassier, villa del cantón de Vaud, de donde se traslada para estudiar en la Universidad de Lausana. Luego, por años fue tutor de los príncipes de Sajonia-Gotha-Altenburg August y de Frederico, y posteriormente es miembro del Consejo Privado ("Geheimer Legationsrat" en alemán, Consiliis Secretis Legationis Saxo-Gothanae en latín).
En el campo botánico, de 1797 a 1803 publica Muscoloria recentiorum, que amplía en suplementos entre 1806 y 1822. Recopila todo su material en una gran obra, la Bryologia universa de 1826-27, proponiendo un nuevo sistema de clasificación de las Briofitas, sistema que ya no se emplea. Bridel también escribía poesía en francés, y hay traducciones de algunas de sus obras al alemán y al francés.
Parte de su herbario se conserva en el Museo Botánico de Berlín, y algunos manuscritos se hallan en la Forschungsbibliothek Gotha Schloss Friedenstein de Turingia.

## Honores

### Eponimia
En su honor, Wildenow bautiza al género Bridelia (del orden Malpighiales) .

## Obra
- M** Les délassemens poétiques Lausanne: LaCombe, 1788
- Muscologia recentiorum seu analysis, historia et descriptio methodica omnium muscorum frondosorum hucusque cognitorum ad normam Hedwigii Gothae: apud C. G. Ettingerum, París, apud Barrois iuniorem, 1797-1803 (Reimpressió Zug: Inter-Documentation, [1980?])
- Muscologiae recentiorum supplementum Gothae: apud C. G. Ettingerum, 1806-1822. 4 vols.
- S.É.Bridel, recollides i publicades pel baró de Bilderbeck Les loisirs de Polymnie et d'Euterpe: ou Choix de poésies diverses París: Maradan, 1808
- Methodus nova muscorum: ad naturae mormam melius instituta et muscologiae recentiorum accommodata Gothae: apud A. Ukertum, 1819
- Bryologia universa seu systematica ad novam methodum dispositio, historia et descriptio omnium muscorum frondosorum hucusque cognitorum cum synonymia ex auctoribus probatissimis. Accedunt tabulae aeneae tredeci Lipsiae: Sumtibus Joan. Ambros. Barth, 1826-1827 2 vol. (Reimpresión Ámsterdam, 1976)

### En formato digital
- Edición digital del Muscologia... de 1797-1803
- Edición digital del Muscologia...supplementum
- Edición digital del Bryologia universa I Archivado el 6 de julio de 2018 en Wayback Machine.
- Edición digital del Bryologia universa II Archivado el 6 de julio de 2018 en Wayback Machine.
- La abreviatura «Brid.» se emplea para indicar a Samuel Élisée von Bridel como autoridad en la descripción y clasificación científica de los vegetales.[5]